# Ischyropsalis nodifera
Espèce
Synonymes
- Ischyropsalis sharpi Simon, 1879
- Ischyropsalis asturica Roewer, 1950
- Ischyropsalis corsica Roewer, 1950
- Ischyropsalis janetscheki Roewer, 1950
- Ischyropsalis moreana Roewer, 1950

Ischyropsalis nodifera est une espèce d'opilions dyspnois de la famille des Ischyropsalididae.

## Distribution
Cette espèce se rencontre en France dans les Pyrénées-Atlantiques et en Espagne en Navarre, au Pays basque, en Cantabrie, aux Asturies et dans le Nord de la province de Burgos.

## Description
Le mâle syntype mesure 5 mm et la femelle syntype 5,7 mm.

## Systématique et taxinomie
Cette espèce a été décrite par Simon en 1879.
Ischyropsalis sharpi a été placée en synonymie par Simon en 1881.
Ischyropsalis asturica, Ischyropsalis corsica, Ischyropsalis janetscheki et Ischyropsalis moreana ont été placées en synonymie par Martens en 1969.

## Publication originale
- Simon, 1879 : « Les Ordres des Chernetes, Scorpiones et Opiliones. » Les Arachnides de France, vol. 7, p. 1-332.